# Горки-2 (Московская область)
Го́рки-2 — посёлок в Московской области России. Входит в состав Одинцовского городского округа.
С 2006 по 2019 года входил в состав Одинцовского района и являлся административным центром сельского поселения Горское, ныне упразднённого.
Находится в 30 км от центра Москвы и в 13 км от МКАДа. На северо-западе к посёлку примыкает село Знаменское, на юго-востоке деревни Большое Сареево, Малое Сареево.
Своё название посёлок получил от когда-то существовавшей на устье речки Медвенки при впадении её в реку Москву пустоши Городище, «тянувшей» к Усову, чьё имя встречается в описаниях XVII века.

## История

### Советский период
Посёлок был образован в 1924 году, когда по инициативе Ф. Дзержинского на основе располагавшегося в этом месте конного завода был организован совхоз. Продукция совхоза предназначалась для жителей Москвы и для снабжения расположенных поблизости партийно-правительственных дач свежими сельскохозяйственными продуктами. Поэтому на первых порах он назывался «Совхозом ОГПУ» и входил в качестве структурной единицы в это ведомство.
Первоначально хозяйство специализировалось на птицеводстве и молочном животноводстве. Это направление производственной деятельности совхоза сохранилось и в дальнейшем. Птицеводы хозяйства одними из первых в СССР начали создавать промышленное птицеводство.
К 1940-м годам совхоз стал одним из крупных хозяйств страны. За высокие производственные показатели 1938—1939 годов в птицеводстве и молочном животноводстве он был награждён в 1940 год орденом Ленина и дипломом I степени Всесоюзной сельскохозяйственной выставки.
В 1960 году совхоз преобразовали в государственный племенной птицеводческий завод «Горки-2», присоединив солословский колхоз «Большевик». В 1965 году в его состав вошли соседние колхозы «Дружба», «Путь новой жизни», «Прогресс».

### Современность
В 1994—2006 годах Горки-2 были центром Горского сельского округа. В ходе муниципальной реформы 2004—2005 годов Горский сельский округ прекратил своё существование как муниципальная единица. При этом все его населённые пункты были переданы в сельское поселение Горское, который просуществовал с 2006 года по 2019 год.
В 2019 году сельское поселение Горское было расформировано, все населённые пункты, входящие в него, вошли в состав Одинцовского городского округа.

## Население
| 2002 | 2006  | 2010  | 2021  |
| ---- | ----- | ----- | ----- |
| 2831 | ↗3167 | ↘2948 | ↗3631 |

Гендерный состав
По состоянию 2010 года в посёлке проживают: 1344 мужчины (46 %) и 1604 женщины (54 %).

## Известные уроженцы, жители
- Проживала в посёлке  Прокудина, Татьяна Фёдоровна (1907—1999) — передовик советского сельского хозяйства, Герой Социалистического Труда (1953).

## Инфраструктура
Личное подсобное хозяйство с зоной сельскохозяйственного использования, индивидуальная застройка усадебного типа.

## Транспорт
У посёлка имеется единственная остановка «Горки-2», лежащая на Рублёво-Успенском шоссе, где проходят маршруты автобусов и маршрутного такси.
По маршрутам (автобус № 121, маршрутные такси № 121, № 150, № 536) можно доехать в Москву до станции метро «Молодёжная».